# Городецкое (Башкортостан)
Городецкое (баш. Городецкий) — село в Ермекеевском районе Республики Башкортостан Российской Федерации. Входит в состав  Бекетовского сельсовета.

## География

### Географическое положение
Расстояние до:
- районного центра (Ермекеево): 30 км,
- центра сельсовета (Бекетово): 5 км,
- ближайшей ж/д станции (Приютово): 10 км.

## Население
| 2002 | 2009 | 2010 |
| ---- | ---- | ---- |
| 154  | ↘144 | ↗153 |

Национальный состав
Согласно переписи 2002 года, преобладающие национальности — русские (50 %), башкиры (32 %).